# Augusto Maria da Fonseca Coutinho
Augusto Maria da Fonseca Coutinho (São Lourenço (Portalegre), 17 de Novembro de 1857 — Portalegre, 1 de Novembro de 1887) foi um advogado, formado em Direito pela Universidade de Coimbra e político, militante do Partido Regenerador, que, entre outras funções, foi deputado às Cortes pelo círculo eleitoral de Portalegre (1881 a 1884) e governador civil do Distrito de Angra do Heroísmo (de 10 de Dezembro de 1884 a 28 de Maio de 1885).

## Biografia
Augusto Maria da Fonseca Coutinho nasceu em Portalegre no seio de uma família de linhagem antiga, com importantes bens na região. O seu avô, Luís Freire da Fonseca Coutinho, fora desembargador do Paço, e seu pai, João da Fonseca Coutinho, era uma figura prestigiada e influente, que fora presidente da câmara e deputado pelo círculo de Portalegre.
Destinado a seguir uma carreira na magistratura, Augusto Maria da Fonseca Coutinho, concluiu o curso de Direito na Universidade de Coimbra em 10 de Junho de 1879, com 21 anos de idade. Enquanto estudante, colaborou em diversos periódicos estudantis, entre os quais a Literatura Ocidental e O Mosaico, sendo colega de Sérgio de Castro, Sebastião de Magalhães Lima e Alberto Monsaraz.
Terminado o curso, fixou em Portalegre, com banca de advogado, e filiou-se no Partido Regenerador. Em 1880 concorreu para delegado do Procurador Régio, alcançando elevada classificação.
Em 1881, com apenas 24 anos de idade, foi o candidato do Partido Regenerador às eleições gerais de  21 de Agosto de 1881, defrontando José Frederico Laranjo, o experiente e influente incumbente do Partido Progressista que fora seu antigo professor de Coimbra. Apesar de desigual, a luta foi favorável ao jovem, embora por apenas 27 votos, que assim se viu eleito deputado para a legislatura de 1882-1884.
Augusto da Fonseca Coutinho integrou diversas comissões parlamentares, incluindo as da Reforma Eleitoral e do Centenário do Marquês de Pombal, e revelou-se um parlamentar activo e particularmente influente, se considerarmos a sua idade e falta de experiência política. Dedicou-se a diversos assuntos de interesse para o seu círculo eleitoral, entre os quais a instalação de um hospital em Avis e a criação de uma escola de desenho industrial em Portalegre, a Escola de Desenho Industrial Fradesso da Silveira, embrião da Escola Industrial e Comercial de Portalegre. Conseguiu neste último caso alterar as intenções governamentais, já que o projecto inicialmente apresentado por António Augusto de Aguiar não contemplava aquela cidade.
Também apoiou pretensões municipais, entre as quais a obtenção de autorização governamental para que a Câmara Municipal de Castelo de Vide pudesse vender alguns terrenos e um pedido da Câmara Municipal de Arronches para ser dispensada do pagamento dos vencimentos dos professores da instrução primária.
Terminada a legislatura e não sendo reeleito, em 1884 foi nomeado governador civil do Distrito de Angra do Heroísmo, desempenhando aquelas funções entre 20 de Novembro de 1884 e 5 de Novembro de 1885, data em que foi exonerado a seu pedido por razões de saúde e transferido para o mesmo cargo no Distrito de Bragança. Tomou posse em Bragança a 5 de Novembro de 1885, permanecendo no cargo até 25 de Fevereiro do ano imediato, data em que foi demitido pelo governo progressista que fora então empossado.
Doente, retirou-se para Portalegre, onde manteve a liderança do Partido Regenerador até falecer a 1 de Novembro de 1887, com apenas 30 anos de idade. É lembrado na toponímia de Portalegre, onde uma rua da cidade ostenta o seu nome.